# Franz Koller (Politiker, 1947)
Franz Koller (* 6. Mai 1947 in Edlitz) ist ein österreichischer Landwirt und Politiker (FPÖ). Koller war von 1996 bis 1999 Abgeordneter zum Österreichischen Nationalrat und im Anschluss bis 2000 Mitglied des Bundesrates.
Franz Koller besuchte von 1953 bis 1961 die Volksschule und von 1964 bis 1996 die landwirtschaftliche Fachschule. Koller leistete von 1967 bis 1968 den Präsenzdienst ab und arbeitete von 1966 bis 1975 im elterlichen Betrieb. Koller ist seit 1975 selbständiger Landwirt. Er ist Landwirtschaftsmeister und Obstbaumeister und erhielt 2003 den Berufstitel Ökonomierat verliehen.
Koller war ab 1980 Mitglied des Gemeinderates von Grafendorf bei Hartberg und wurde 1982 zum Bezirksparteiobmann der FPÖ Hartberg gewählt. Er war zudem zwischen 1991 und 1996 Kammerrat der Landeskammer für Land- und Forstwirtschaft in der Steiermark. Koller vertrat die FPÖ vom 15. Jänner 1996 bis zum 28. Oktober 1999 im Nationalrat und war vom 16. November 1999 bis zum 6. November 2000 Mitglied des Bundesrates.